# Thomas Cobham
Thomas Cobham, né aux alentours de 1265 et mort le 27 août 1327, est un important ecclésiastique anglais, devenu évêque de Worcester. Il entame sa carrière ecclésiastique dans le Kent mais son avancement au sein de l'Église se révèle assez lent, ce qui le pousse à se distinguer dans la diplomatie. Reconnaissant son talent de négociateur, le roi Édouard II le missionne en France afin d'y résorber les potentielles tensions concernant le duché d'Aquitaine ou d'y rechercher le soutien du roi Philippe IV le Bel face à son opposition baronniale. 
En 1313, Cobham est élu archevêque de Canterbury, mais son élection est finalement annulée par le pape Clément V, qui choisit à sa place Walter Reynolds, un candidat soutenu par Édouard II. Malgré cet échec, il est élu évêque de Worcester en 1317. S'il s'intéresse vivement aux affaires touchant à son nouveau diocèse, il s'implique aussi dans les affaires politiques du royaume d'Angleterre, notamment lors de l'élaboration du traité de Leake en 1318. Gravement malade, Thomas Cobham se retire par la suite dans son diocèse, où il meurt en 1327.

## Biographie

### Origines et début de carrière ecclésiastique et diplomatique
Thomas Cobham naît à une date incertaine, peut-être vers 1265. Il est le sixième fils de John Cobham et de son épouse, dont on ignore le nom mais qui une fille de Robert Septvans. John Cobham est un propriétaire foncier qui possède plusieurs propriétés à Cobham et à Cooling dans le Kent. On ne dispose d'aucune information fiable sur la jeunesse de Thomas, mais on sait qu'il est issu d'une famille relativement fortunée pour celle d'un futur ecclésiastique. Par ailleurs, contrairement à de nombreux autres prélats de son ère, à l'instar d'Adam Orleton ou de William Melton, il ne tire pas son nom de la localité de Cobham, où il aurait peut-être vu le jour, mais bien de son père. Ce dernier meurt en 1300, mais Thomas n'hérite vraisemblablement d'aucune de ses possessions. À partir de 1284, Thomas Cobham reçoit une pension annuelle de cinq marcs du prieuré de la cathédrale de Canterbury. Il aurait enseigné en tant que professeur regius dans trois universités : d'abord les arts libéraux à l'université de Paris, puis le droit canonique à l'université d'Oxford en 1292 et plus tard à l'université de Cambridge. Avant 1314, on sait qu'il obtient un doctorat en théologie à Cambridge. Cobham reçoit son premier poste ecclésiastique en 1288 lorsqu'il officie à Hollingbourne, dans le Kent, au nom de l'archevêque de Canterbury John Peckham. En 1306, il reçoit une dispense de sorte que, en plus de ses fonctions de recteur de Hollingbourne, de Boxley, de Hackney et de Rotherfield, il peut également être chanoine aux cathédrales Saint-Paul de Londres, de Hereford et Saint-André de Wells. En 1301, il devient archidiacre de Lewes, un poste qu'il conserve jusqu'en 1305 environ. En 1312, il officie comme precentor de la cathédrale d'York. Mais malgré cette multitude de fonctions cléricales, Thomas Cobham n'a été seulement consacré comme archidiacre qu'en 1317, alors qu'il a à cette date environ 50 ans.[pas clair]
Thomas Cobham entre au service de la couronne d'Angleterre en tant que diplomate : à ce titre, il est surtout envoyé pour des négociations avec la France à propos des intérêts de la couronne dans les territoires du duché d'Aquitaine, qu'elle détient en fief du royaume de France. En 1305 et 1306, il est envoyé par le roi Édouard Ier à la cour du pape Clément V. Son successeur Édouard II le charge en décembre 1309 d'examiner la situation en Aquitaine, dont il doit rendre compte au Parlement en février 1310. En novembre 1310, Cobham retourne en Aquitaine, où il reste jusqu'au printemps 1311. En tant que clerc du roi, il est chargé d'examiner les us et coutumes d'Aquitaine en avril 1311 et d'en faire rapport au conseil royal. Le 20 mai 1311, il se rend à Paris pour des négociations, et plus tard cette année-là, lui et Gilbert Peche négocient avec des ambassadeurs français à Montreuil et exigent une indemnisation pour les marchands anglais qui ont été lésés au cours de la guerre de Guyenne, entre 1294 et 1299. En février 1312, pendant la crise qui suit le retour illégal en Angleterre de Pierre Gaveston, le favori d'Édouard II, Thomas Cobham figure parmi les conseillers du roi à York. Le 10 avril, il quitte Londres pour la France, afin d'y présenter les excuses d'Édouard II à Philippe IV le Bel, le roi d'Angleterre n'ayant pu accomplir ses devoirs de vassal auprès du roi de France. Le 4 juin 1312, Cobham retourne brièvement en Angleterre, mais l'exécution de Gaveston par des barons de l'opposition pousse Édouard II à le renvoyer en France en août 1312, avec Aymar de Valence, 2e comte de Pembroke, et Henri de Beaumont, 1er baron Beaumont, pour demander l'aide de Philippe le Bel lors des négociations tendues entre le roi d'Angleterre et les assassins de Gaveston. Thomas Cobham est missionné à nouveau à l'automne 1312 et en février 1313 auprès du roi de France au sujet de l'épineuse situation en Aquitaine.

### Élections à l'archevêché de Canterbury, puis à l'évêché de Worcester
Le 11 mai 1313, l'archevêque de Canterbury Robert Winchelsey décède. Dès le 28, Thomas Cobham est élu par les moines de la cathédrale pour devenir le nouvel archevêque de Canterbury et ainsi le prélat le plus important du royaume d'Angleterre. Apparemment, il semble qu'il ait été considéré comme un candidat de compromis et que son élection ait résulté principalement de ses liens avec le Kent et la province ecclésiastique de Canterbury. Au moment où a lieu l'élection, Cobham se trouve toujours à Paris, où il assiste aux négociations relatives au duché d'Aquitaine entre Édouard II et Philippe IV. Informé de son élection, il accepte le nouveau poste qui lui est offert le 8 juin. Pour autant, le roi d'Angleterre hésite à donner son approbation à Cobham. La situation se complexifie lorsque le chapitre de Canterbury apprend que le pape Clément V a en fait décidé dès le 27 avril quel candidat succéderait à Robert Winchelsey. Le 1er octobre 1313, l'élection de Thomas Cobham est donc invalidée par le souverain pontife, qui désigne comme nouvel archevêque Walter Reynolds, alors Lord grand chancelier et évêque de Worcester, qui a l'avantage d'être un proche confident du roi Édouard II. Plusieurs chroniques contemporaines ont sévèrement critiqué la décision de Clément V, lui reprochant d'avoir rejeté un ecclésiastique compétent de la stature de Thomas Cobham au profit d'un homme dont le mode de vie semble peu exemplaire aux yeux des autres prélats du royaume. En réalité, le verdict papal apparaît de nos jours assez fondé, Clément ayant sans doute cherché à imposer un archevêque proche du roi d'Angleterre. Effectivement, les relations entre Robert Winchelsey et Édouard Ier avaient été profondément mauvaises, au point que le roi avait obtenu sa suspension et son exil entre 1306 et 1307, et le rappel de Winchelsey par Édouard II n'avait pas empêché l'archevêque de se montrer un vif critique du gouvernement royal.
L'élection ratée de Thomas Cobham au poste d'archevêque semble avoir temporairement mis fin à son activité diplomatique au service de la couronne. Finalement, le 31 mars 1317, le nouveau pape Jean XXII le nomme évêque de Worcester, apparemment à la suite d'une demande adressée par Walter Reynolds. Le 22 mai 1317, Cobham est consacré évêque en Avignon et, le 20 novembre, les temporalités rattachées à son diocèse lui sont remises par le roi Édouard II. En raison de son intense activité politique au sein du royaume, il ne se rend à Worcester qu'en mars 1319, deux ans après sa nomination comme évêque. Le 28 octobre 1319, il est intronisé dans la cathédrale de Worcester. En tant qu'évêque, il administre son diocèse avec diligence et conscience. En novembre 1319, il entame une première visite de son évêché. Des fonctionnaires prennent en charge la plupart de cette visite en son nom, mais Thomas Cobham insiste souvent pour visiter personnellement de nombreux monastères. Son attention aux activités ecclésiastiques de son diocèse semble si profonde qu'en mars 1321, lorsque le roi Édouard II lui demande d'aller négocier l'extension d'une trêve avec le roi Robert Ier d'Écosse, la visite de Cobham n'est toujours pas achevée. En tant qu'évêque, Thomas Cobham effectue lui-même la plupart des ordinations sacerdotales dans son diocèse. Lorsqu'il doit nommer un représentant pour cause de maladie en décembre 1323, il insiste pour que ce dernier n'accomplisse pas les ordinations à sa place. Au cours de son épiscopat, il finance la construction d'une maison d'assemblée pour l'Université d'Oxford, qui jouxte l'église universitaire Sainte-Marie-la-Vierge au Nord. Cette maison abrite également sa bibliothèque, mais pour couvrir les autres coûts de construction, les exécuteurs testamentaires de Thomas Cobham doivent, après sa mort, vendre ses livres à Adam Brome, le provost d'Oriel College.

### Implication dans les affaires intérieures du royaume et mort
Avec d'autres éminents prélats, Thomas Cobham essaie de servir d'intermédiaire au cours des tensions accrues entre Édouard II et Thomas de Lancastre, 2e comte de Lancastre, le chef de l'opposition baronniale. Au début du mois d'avril 1318, il se trouve à Leicester, où se déroulent des négociations entre certains évêques et des barons modérés pour élaborer un compromis entre les deux hommes. En juin 1318, Cobham fait partie des neuf évêques qui témoignent du résultat des négociations qui aboutissent le 9 août au traité de Leake. Il figure également comme témoin de l'accord et est membre du conseil permanent formé en application de celui-ci. Après le Parlement d'octobre 1320 tenu à Westminster, l'évêque fait un rapport dans une lettre au pape sur son évaluation de la situation politique en Angleterre. Selon lui, le roi aurait pris une part active aux discussions parlementaires et Cobham aurait même cru qu'après sa réconciliation avec Lancastre, Édouard II s'occuperait à nouveau des affaires courantes du gouvernement. Néanmoins, il doit rapidement reconnaître son erreur de jugement lorsqu'éclate la guerre des Despenser en mai 1321. Pendant la campagne des rebelles, Worcester est pillé et le sanctuaire d'Oswald de Worcester dans la cathédrale est profané. Grâce à la médiation de plusieurs évêques, un accord entre le roi et les rebelles est conclu à Londres le 14 août. Bien que Cobham soit alors à Londres, il ne joue apparemment aucun rôle dans les négociations, qui imposent à Édouard II de bannir son favori Hugues le Despenser. Peu après, la reprise de l'avantage militaire par le roi lui permet de convoquer pour le 1er décembre 1321 à Canterbury un synode qui doit autoriser le retour de Despenser. Thomas Cobham décline l'invitation royale, avançant qu'étant donné la période de l'année, il n'arrivera pas à temps pour le synode, et qu'il est préférable que le retour de Despenser soit discuté par le Parlement.
Après le triomphe d'Édouard II sur ses adversaires en 1322, l'implication politique de Thomas Cobham diminue rapidement. Toutefois, l'évêque de Worcester proteste en mars 1324 lorsque le roi accuse de haute trahison l'évêque de Hereford Adam Orleton et s'en prend à d'autres prélats qu'il soupçonne d'avoir soutenu la rébellion de 1321. En novembre 1324, il figure parmi les évêques qui rencontrent les envoyés du pape à Londres pour discuter de la paix avec la France dans le contexte de la guerre de Saint-Sardos. Les relations entre Édouard II et Thomas Cobham ne semblent pas être affectées et l'évêque ne se prononce pas contre le roi lorsque la reine Isabelle et son allié Roger Mortimer débarquent avec de modestes forces en Angleterre le 24 septembre 1326, afin de renverser le régime oppressif du roi et de son favori. Londres bascule rapidement dans l'anarchie. Les 13 et 14 octobre, Cobham participe à une réunion de prélats tenue à Lambeth à laquelle sont présents Walter Reynolds, archevêque de Canterbury, Jean de Stratford, évêque de Winchester, Walter de Stapledon, évêque d'Exeter, Hamo Hethe, évêque de Rochester, et Stephen Gravesend, évêque de Londres. À cette date, pourtant, il est déjà gravement malade et souhaite réaliser un pèlerinage sur la tombe de Thomas Becket à Canterbury, qu'il doit annuler en raison de son état physique. Après la capture d'Édouard II par les hommes d'Isabelle, il demande à son ami Adam Orleton de l'excuser de ne pouvoir se présenter devant la reine et lui offre l'usage de sa maison à Londres au cours du Parlement qui prononce la destitution du roi le 13 janvier 1327. Thomas Cobham ne prend aucunement part au changement politique qui s'effectue,, retourne peu après dans son évêché et meurt à Hartlebury le 27 août 1327. Après sa mort, il est inhumé à la cathédrale de Worcester, tandis qu'Adam Orleton est choisi pour lui succéder à la tête du diocèse.